# John Jay
John Jay (født 12. december 1745, død 17. maj 1829) var en amerikansk statsmand, patriot , diplomat, medgrundlægger af USA, forhandler og underskriver af Paris-traktaten af 1783. Han tjente som den anden guvernør i New York og den første højesteretspræsident i De Forenede Stater (1789–1795).